# アフリカトガリネズミ目
アフリカトガリネズミ目（アフリカトガリネズミもく、Afrosoricida）は、哺乳綱に分類される目。別名アフリカジネズミ目。

## 分布
- アフリカ大陸およびマダガスカル島[6]

## 分類
かつては食虫目（あるいは無盲腸目）にテンレック形亜目（テンレック亜目）Tenrecomorphaとして含められていたが、キンモグラ類のみで独立した目を構成する説もあった。また上顎大臼歯の形態から食虫目を双波歯亜目Dilambdodontaと単波歯亜目Zalambdodontaの2群に分け、テンレック類とキンモグラ類を後者にまとめる説もあった。分子系統学的解析により、テンレック類とキンモグラ類のどちらも主要な食虫類（現在の真無盲腸目。モグラ類、ハリネズミ類、トガリネズミ類、ソレノドン類を含む）が属するローラシア獣上目ではなく、アフリカ獣上目の系統であることが明らかになった。分岐群としてのAfrosoricidaは、1998年にMichael J. Stanhopeらによって提唱された。この名称はのちに発表された分類体系において目名として受け入れられているものの、トガリネズミ類の1属として記載されたAfrosorexと紛らわしいという指摘もある。テンレック類とキンモグラ類をまとめる分類群としては先述したようにテンレック形亜目や単波歯亜目などが先行して提唱されており、そのうち1958年にテンレック上科として提唱されたTenrecoideaを有効名とする提案も2010年に行われている。
- 哺乳綱 Mammalia
  - 獣亜綱（真獣亜綱） Theria
    - 真獣下綱 Eutheria
      - アフリカ獣上目 Afrotheria
        - アフリカ食虫類（アフリカ好虫類） Afroinsectiphilia
          - アフリカトガリネズミ目 Afrosoricida

      - 北方真獣類 Boreoeutheria
        - ローラシア獣上目 Laurasiatheria
          - 真無盲腸目 Eulipotyphla

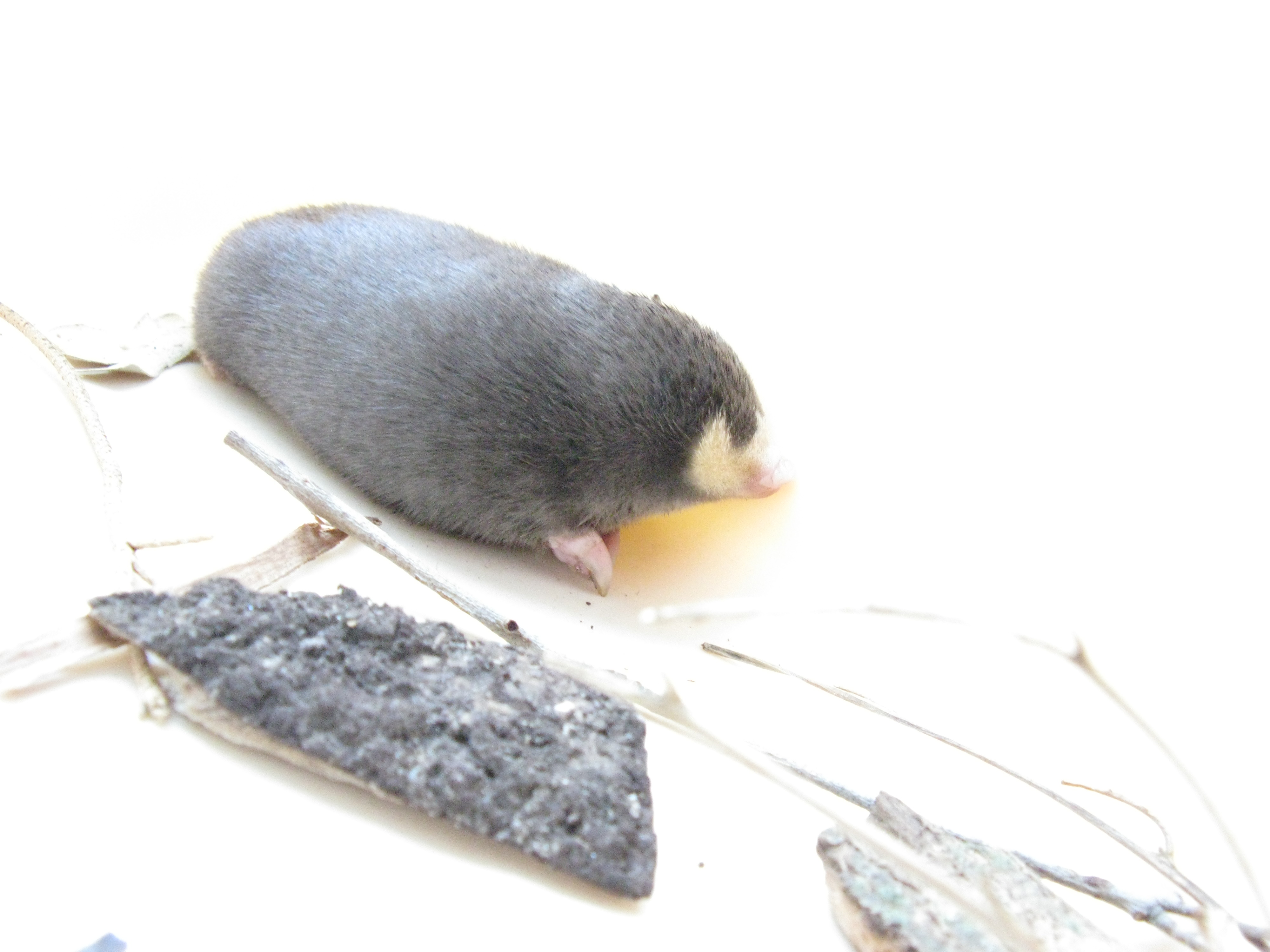

以下の現生する分類群は、Bronner & Jenkins (2005) に従う。和名は川田ら (2018) に従う。
- キンモグラ亜目 Chrysochloridea
  - キンモグラ科 Chrysochloridae
- テンレック形亜目 Tenrecomorpha
  - テンレック科 Tenrecidae（ポタモガーレ亜科Potamogalinaeを、独立科Potamogalidaeとする説もある[11]）